# تاج‌آباد (سیرجان)
تاج‌آباد یک روستا در ایران است که در شهرستان سیرجان واقع شده‌است.